# Oratorio di San Sebastiano (Pistoia)
L'oratorio di San Sebastiano a Piuvica si trova a Pistoia, nell'omonima via in località Bottegone.
Era patronato dalle famiglie Manni e Scarfantoni. Fu dotato dal Reverendo Presbitero Federigo Scarfantoni con vari atti pubblici di cui si conserva memoria nei pubblici archivi e con suo testamento del 1608 nel quale istituiva le linee dei suoi nipoti ex sorore Marietta Scarfantoni sposata Manni, Patroni di detto Benefizio.